# 菅原謙次
菅原 謙次（すがわら けんじ、1926年3月14日 - 1999年12月24日）は、東京都出身の俳優。旧芸名は菅原謙二。映画、テレビ、新派劇での活躍で知られた。本名は小松原重政。生前は日本俳優協会常任理事、アクターズハウス俳優養成所所長なども務めた。スペイン舞踏家の小松原庸子は妹。

## 来歴・人物
1943年（昭和18年）、日本映画学校 (戦前)入学。1949年（昭和24年）、俳優座養成所に1期生として入所。
1951年（昭和26年）、大映より「絢爛たる殺人」で映画デビュー。現代劇を中心に二枚目スターとして多くの映画に主演。柔道3段の腕前が買われ、柔道家の役も多かった。若尾文子とのロマンスが話題となる。
1961年（昭和36年）、フリーとなり、TBSドラマ「七人の刑事」がヒット。東映の任侠映画にも出演するようになる。この後、芸名を謙二から謙次に改名。同世代の俳優である高橋貞二、佐田啓二がいずれも若くして世を去った（いずれも交通事故死）ことから「名前に「二」の付く名前の方は二枚目が多いが、若くして亡くなる方が多い」と意識して改名したという。
1973年（昭和48年）、新派入りし「明治一代女」「滝の白糸」「日本橋」「婦系図」など名作に出演。水谷八重子亡き後、水谷良重（現・2代目水谷八重子）、波乃久里子、安井昌二と並ぶ「新派4本柱」となる。
1978年（昭和53年）、菊田一夫演劇賞受賞。
1980年代、焼酎さつま白波のCMが話題になる。
1986年（昭和61年）、心筋梗塞で倒れて一時重体となる。1日100本の煙草を吸うほどのヘビースモーカーでもあった。
1998年（平成10年）、勲四等瑞宝章受章。
1999年（平成11年）12月24日午前10時55分、急性肺炎のため死去。享年74（73歳没）。

## 主な出演

### 映画
- 絢爛たる殺人（1951年、大映）
- 恋の阿蘭陀坂（1951年、大映）
- 奴隷の街（1951年、大映）
- 湯の町情話（1951年、大映）
- 炎の肌（1951年、大映）
- 飛騨の小天狗（1951年、大映）
- 群狼の街（1952年、大映）
- 毒蛇島綺談　女王蜂（1952年、大映）
- 娘初恋ヤットン節（1952年、大映）
- 死の街を脱れて（1952年、大映）
- 大学の小天狗（1952年、大映）
- 続・馬喰一代（1952年、大映）
- 明日は日曜日（1952年、大映）
- 街の小天狗（1952年、大映）

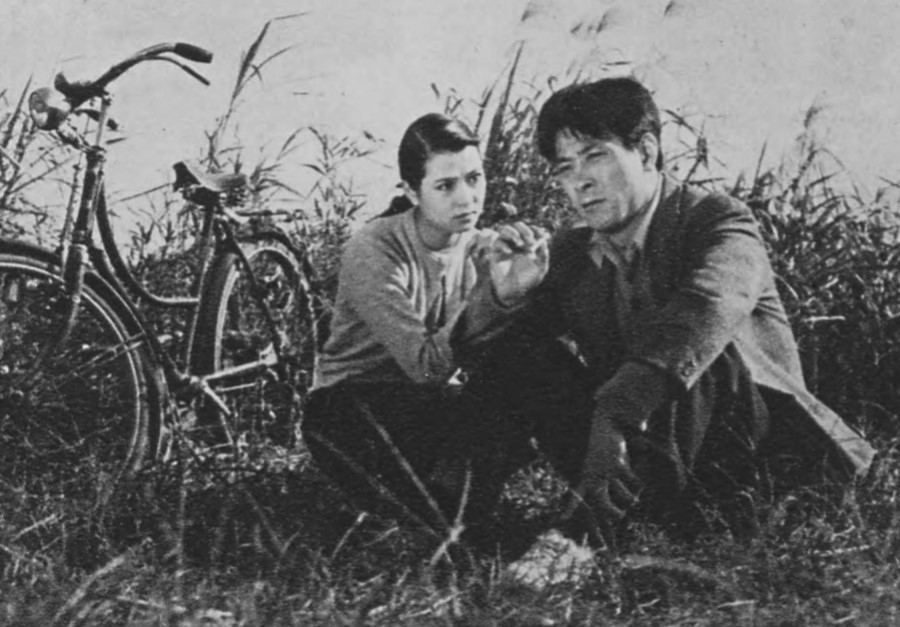
『台風騒動記』（1956年）

- 総理大臣と女カメラマン　彼女の特ダネ（1952年、大映）
- 決闘五分前（1953年、大映）
- 怒れ三平（1953年、大映）
- 慾望（1953年、近代映画協会）
- 黒豹（1953年、大映）
- 春雪の門（1953年、大映）
- 無法者（1953年、大映）
- 十代の誘惑（1953年、大映）
- 心の日月（1954年、大映）
- 金色夜叉（1954年、大映）
- 花のいのちを（1954年、大映）
- 慕情（1954年、大映）
- 月よりの使者（1954年、大映）
- 千姫（1954年、大映）
- 勝敗（1954年、大映）
- 春の渦巻（1954年、大映）
- 螢の光（1955年、大映）
- 幸福を配達する娘（1955年、大映）
- 風雪講道館（1955年、大映）
- 薔薇いくたびか（1955年、大映）
- 浮草日記（1955年、松竹）　-　キネマ旬報ベストテン第9位
- 東京暴力団（1955年、大映）
- 娘の縁談（1955年、大映）
- 講道館四天王（1955年、大映）
- 珠はくだけず（1955年、大映）
- 新女性問答（1955年、大映）
- 弾痕街（1955年、大映）
- 薔薇の絋道館（1956年、大映）
- 東京犯罪地図（1956年、大映）
- 赤線地帯（1956年、大映）
- 人情馬鹿（1956年、大映）
- 不良少年（1956年、東宝）
- 月の紘道館（1956年、大映）
- 滝の白糸（1956年、大映）
- スタジオは大騒ぎ（1956年、大映）
- 惚れるな弥ン八（1956年、大映）
- 月形半平太　花の巻・嵐の巻（1956年、大映）
- 新・平家物語 静と義経（1956年、大映）源義経
- 台風騒動記（1956年、松竹）　-　キネマ旬報ベストテン第7位
- 君を愛す（1956年、大映）
- 銀河の都（1957年、大映）
- スタジオはてんやわんや（1957年、大映）
- 続・銀河の都（1957年、大映）
- 残月講道館（1957年、大映）
- 妻こそわが命（1957年、大映）
- 真昼の対決（1957年、大映）
- 日露戦争勝利の秘史 敵中横断三百里（1957年、大映）
- 青空娘（1957年、大映）
- 穴（1957年、大映）
- 有楽町で逢いましょう（1958年、大映）
- 母（1958年、大映）
- 氷壁（1958年、大映）
- 愛河（1958年、大映）
- 嵐の講道館（1958年、大映）
- 娘の冒険（1958年、大映）
- 一粒の麦（1958年、大映）
- 都会という港（1958年、大映）
- 忠臣蔵（1958年、大映）
- 夜の素顔（1958年、大映）
- ごめん遊ばせ花婿先生（1958年、大映）
- あなたと私の合言葉　さようなら、今日は（1959年、大映）
- 細雪（1959年、大映）
- 講道館に陽は上る（1959年、大映）
- 一刀斎は背番号6（1959年、大映）
- 暴風圏（1959年、大映）
- 海軍兵学校物語 あゝ江田島（1959年、大映）
- 貴族の階段（1959年、大映）
- 大菩薩峠（1960年、大映）
- 女経（1960年、大映）
- 嫌い嫌い嫌い（1960年、大映）
- 東京の女性（1960年、大映）
- 暁の翼（1960年、大映）
- 男は騙される（1960年、大映）
- 素敵な野郎（1960年、大映）
- 三人の顔役（1960年、大映）
- 一本刀土俵入（1960年、大映）
- お傳地獄（1960年、大映）
- 誰よりも君を愛す（1960年、大映）
- 手錠に賭けた恋（1961年、大映）
- 可愛いめんどりが歌った（1961年、大映）
- 誰よりも誰よりも君を愛す（1961年、大映）
- やくざの勲章（1962年、大映）
- 宝石泥棒（1962年、大映）
- 七人の刑事（1963年、松竹）
- 七人の刑事　女を探がせ（1963年、松竹）
- 風速七十五米 （1963年、大映）
- 殺られる前に殺れ（1964年、大映）
- 続・青雲やくざ　怒りの男（1965年、松竹）
- 昭和残侠伝 （1965年、東映）
- 赤い鷹（1965年、松竹）
- 七人の刑事　終着駅の女（1965年、日活）
- 我が青春（1965年、松竹）
- 孤独の賭け（1965年、東映）
- 昭和残侠伝 唐獅子牡丹（1966年、東映）
- 侠客三国志　佐渡ヶ島の決斗（1966年、東映）
- 任侠柔一代（1966年、東映）
- 炎と掟（1966年、松竹）
- 兄弟仁義　関東三兄弟（1966年、東映）
- 太陽に突っ走れ（1966年、東映）
- 日本侠客伝　白刃の盃（1967年、東映）
- シンガポールの夜は更けて（1967年、松竹）
- 侠客列伝（1968年、東映）
- 日本侠客伝　絶縁状（1968年、東映）
- 魔性の女（1968年、日活）
- 昭和おんな仁義（1969年、大映）
- 新網走番外地　流人岬の血斗（1969年、東映）
- 大日本スリ集団（1969年、東宝）
- あゝ海軍（1969年、大映）
- 任侠列伝　男（1971年、東映）
- 男の世界（1971年、日活）

### テレビドラマ
- 若い季節（1961年〜1964年、NHK）
- 七人の刑事（1961年〜1969年、TBS）
- テレビ指定席 / 海を渡る人々[3]（1961年、NHK） -　※映像が現存し、再放送されている
- 松本清張シリーズ・黒の組曲（NHK）
  - 第14話「偶数」（1962年） - 城野光夫役
  - 第42話「小町鼓」（1963年） - 検事役
- あひる飛びなさい（1964年、TBS）
- 雨の中に消えて（1966年、日本テレビ） -　※映像が現存する。
- ポーラテレビ小説（TBS）
  - パンとあこがれ（1969年）
  - 千春子（1983年〜1984年） - 黒木佐久蔵役
- 新平四郎危機一発（1969年〜1970年、TBS） - 睦警部役
- 兄弟 (木下恵介アワー)（1969年11月～1970年4月、TBS） - 森本辰造（秋山ゆり扮する紀子の父）役
- 姿三四郎（1970年、日本テレビ） - 矢野正五郎役
- 紅い稲妻（1970年、フジテレビ） - 奈美の父
- あしたに駈けろ!（1972年、フジテレビ） - 青木雄吉
- ぼくは叔父さん（1973年〜1974年、日本テレビ）
- 華麗なる一族（1974年〜1975年、毎日放送） - 芥川常務役
- 鞍馬天狗 第23話「御用金」（1975年、日本テレビ）
- 東芝日曜劇場 / 女と味噌汁34（1976年、TBS）
- 朝の連続テレビ小説 / 風見鶏（1977年〜1978年、NHK）
- あすなろの詩（1978年〜1979年、日本テレビ） - 義夫役
- 阿修羅のごとく（1979年、NHK）
- 阿修羅のごとく パートII（1980年、NHK）
- はまなすの花が咲いたら（1981年〜1982年、TBS） - 中山役
- 土曜ワイド劇場 / 松本清張の殺人行おくのほそ道（1983年、テレビ朝日） - 芦名信雄役
- 正月ドラマスペシャル / 大石内蔵助 冬の決戦（1991年、NHK） - 吉良上野介役
- 秋の時代劇スペシャル / 忠臣蔵外伝 薄桜記（1991年、テレビ東京）
- 向田邦子新春シリーズ /「風を聴く日」(1995年 TBS) - 原澤浩二郎役
- 鬼平犯科帳 第3シリーズ 第8話「妙義の團右衛門」（1992年、フジテレビ） - 高萩の捨五郎役
- 八代将軍吉宗（1995年、NHK大河ドラマ） - 近衛基熙役

### 吹き替え
- 壮烈！西部遊撃隊（キース・ラーセン）